# Descendents
Descendents – amerykański zespół rockowy założony w 1978 uważany za pionierów gatunku pop punk.
Projektem pobocznym członków grupy jest formacja All, założona w 1987, która do 2009 nagrała 9 albumów studyjnych.

## Skład

### Aktualni członkowie
- Milo Aukerman - śpiew (1980–1982, 1984–1989, 1995–1997, od 2002)
- Stephen Egerton - gitara (1987–1989, 1995–1997, od 2002)
- Karl Alvarez - gitara basowa (1987–1989, 1995–1997, od 2002)
- Bill Stevenson - perkusja, instrumenty perkusyjne (1978–1983, 1984–1989, 1995–1997, od 2002)

### Byli członkowie
- David Nolte - śpiew (1978–1979)[3]
- Gwynn Kahn - śpiew (1980)[4]
- Frank Navetta - gitara, śpiew (1978–1983, 1984; gościnnie[3] - 1996, 2002)
- Tony Lombardo - gitara basowa, śpiew (1978–1983, 1984–1985; gościnnie[3] - 1996, 2002)
- Ray Cooper - śpiew, gitara (1982–1983, 1984–1986)
- Doug Carrion - gitara basowa (1985–1986)

## Dyskografia

### Albumy studyjne[5]
- Milo Goes to College (1982)
- I Don't Want to Grow Up (1985)
- Enjoy! (1986)
- All (1987)
- Everything Sucks (1996)
- Cool To Be You (2004)

### Single/EP[6]
- Ride the Wild/It's a Hectic World single (1979)
- Fat (1981)
- Enjoy! - promocyjny singel 7" (1986)
- Clean Sheets - promocyjny singel 7" (1987)
- When I Get Old - promocyjny singel CD (1996)
- I'm the One - promocyjny singel CD (1996)
- When I Get Old (1997)
- I'm the One (1997)
- Sessions (1997)
- 'Merican (2004)

### Kompilacje[5]
- Bonus Fat (1985)
- Two Things at Once (1988)
- Somery (1991)

### Albumy koncertowe
- Liveage (1987)
- Hallraker (1989)
- Live Plus One (2001)